# Claude Carra-Saint-Cyr
Pour les articles homonymes, voir Saint-Cyr et Carra.
Claude Carra de Saint-Cyr dit Carra-Saint-Cyr, né à Lyon le 28 juillet 1760 et mort à Vailly-sur-Aisne (Aisne) le 5 janvier 1834, est un général français de la Révolution et de l’Empire.

## Biographie

### Carrière sous l'Ancien Régime et la Révolution
En 1774 la famille du jeune Claude, voulant favoriser son entrée au service militaire avant l'âge, le fait admettre comme officier dans le régiment d'infanterie de Bourbonnais sous les prénoms de Jean François, né le vingt sept décembre 1756, prénom et date de naissance d'un de ses frères mort,. De ce fait il apparaît dans de nombreux actes sous le prénom de Jean-François. Il participe  avec le régiment Bourbonnais à la guerre d'indépendance des États-Unis. Rentré en France en 1784, le crédit dont il jouit auprès du général Aubert du Bayet lui procure un avancement rapide. Nommé général de brigade en l'an II, il contribue à la pacification de la Vendée. Rappelé à Paris, il est employé au ministère de la Guerre. En 1796, il accompagne Aubert-Dubayet à l'ambassade de Constantinople et demeure chargé après la mort de l'ambassadeur, des affaires de la République près de la Sublime Porte. En 1798, il épouse la veuve d'Aubert-Dubayet, reprend la carrière des armes, s'empare de la ville de Deux-Ponts, se signale à Fribourg qu'il prend, à Marengo et à Hohenlinden.

### Général d'Empire puis officier du roi

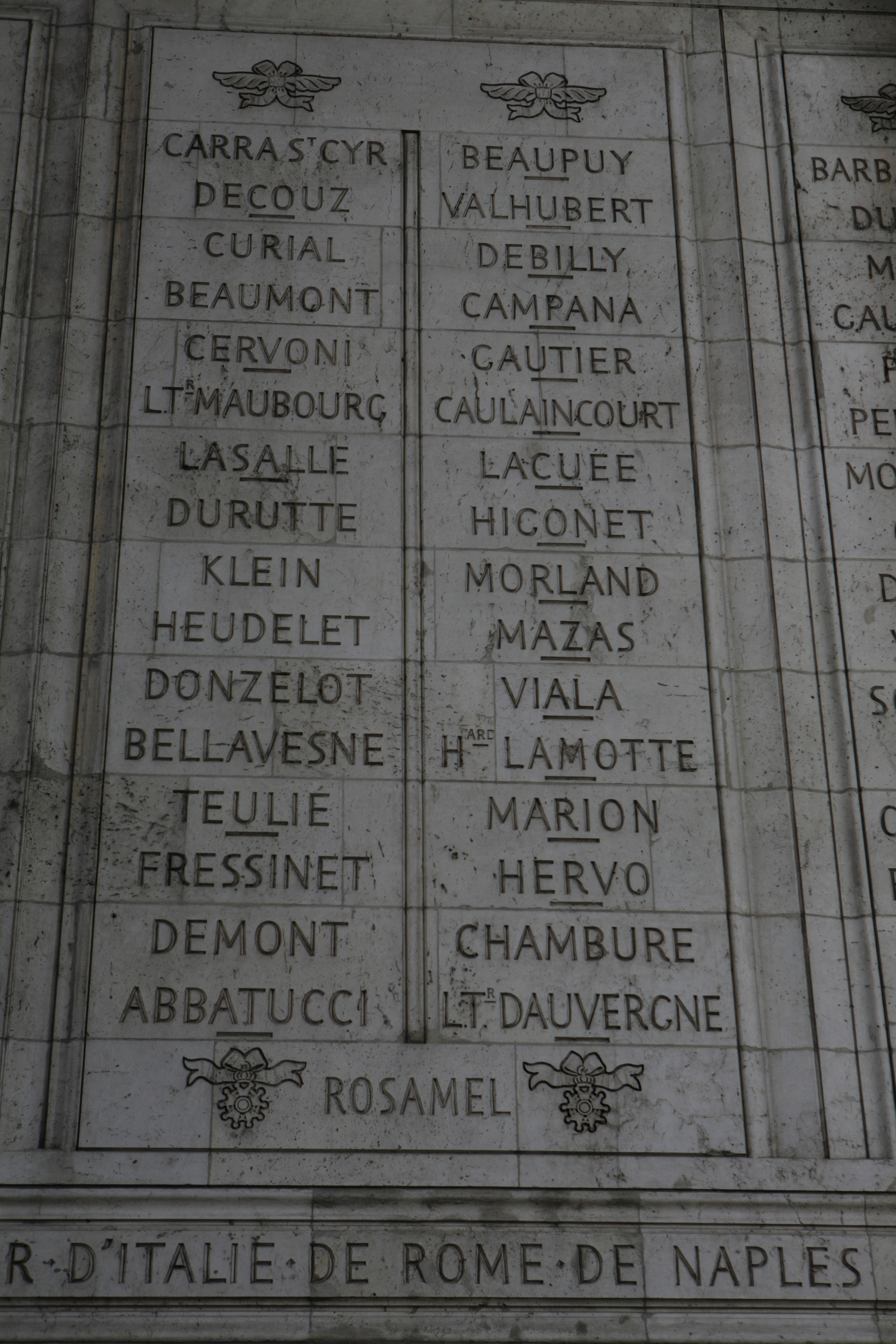
Noms gravés sous l'arc de triomphe de l'Étoile : pilier Est, 17e et.

Général de division le 9 fructidor an IX, après la rupture du traité d'Amiens, il commande en 1805, l'armée d'occupation dans le royaume de Naples et fait 5 000 prisonniers autrichiens lors de la retraite de l'archiduc Charles. 
Il se distingue à la bataille d'Eylau, et obtient donc le titre de grand officier de la Légion d'honneur le 11 juillet 1807. 
Il est créé baron de l'Empire en 1808 et gouverneur de Dresde. 
Il est dans les provinces illyriennes en 1812, lorsque Napoléon Ier le rappelle pour lui donner la 32e division militaire à Hambourg, qu'il abandonne l'année suivante. 
En 1814, l'Empereur le charge de la défense de Valenciennes et de Condé. 
Louis XVIII le fait comte, chevalier de Saint-Louis et gouverneur de la Guyane française, où il sert de 1817 à 1819.
Admis à la retraite en 1824, il meurt à Vailly-sur-Aisne le 5 janvier 1834.

## Honneurs
- 1807 : Grand officier de la Légion d'honneur
- 1808 : Baron de l'Empire
- 1814 : Comte (par Louis XVIII)
- Chevalier de Saint-Louis
- Son nom figure sur la partie Est de l'arc de triomphe de l'Étoile.

## Armoiries
| Figure | Blasonnement |
|        | Armes du baron Carra Saint Cyr et de l'Empire (décret du 19 mars 1808, lettres patentes du 11 août 1808 (Nantes)) D'azur, au chevron d'argent, accompagné de trois losanges du même, 2 en chef, et 1, le tout soutenu d'un croissant du second ; au franc quartier des barons militaires brochant., Livrées : les couleurs de l'écu. |

## Source
- « Claude Carra-Saint-Cyr », dans Charles Mullié, Biographie des célébrités militaires des armées de terre et de mer de 1789 à 1850, 1852 [détail de l’édition].
- Jean Tulard (dir.), Dictionnaire Napoléon, Paris, Fayard, 1999, 1000 p. (ISBN 2-213-60485-1), p. 392
- A. Lievyns, Jean Maurice Verdot, Pierre Bégat, Fastes de la Légion d'honneur : biographie de tous les décorés accompagnée de l'histoire législative et réglementaire de l'ordre, vol. 3, Bureau de l'administration, 1844 (lire en ligne).
- Comte de Fazi du Bayet: Les Généraux Aubert du Bayet, Carra de Saint-Cyr et Charpentier. Correspondances et notices biographiques 1757-1834. Paris, Champion, 1902.
- Edmond Descambres, « A propos du Général Carra Saint-Cyr », Bulletin de la Société archéologique, historique et scientifique de Soissons, Soissons,‎ 1928 (lire en ligne)
- Roger Firino, « Le général Carra Saint-Cyr », Bulletin de la Société archéologique, historique et scientifique de Soissons, Soissons,‎ 1928 (lire en ligne)